# Miran Kujundžić
Miran Kujundžić (ur. 19 czerwca 1997 w Suboticy) – serbski siatkarz, reprezentant kraju, grający na pozycji przyjmującego. 
Jego przygoda z siatkówką rozpoczęła się, kiedy miał około 12 lat za sprawą swojego starszego brata, który grał w siatkówkę. Następnie postanowił wraz ze swoimi znajomymi pójść do szkoły, w której będą trenować siatkówkę. Później rozpoczął grę w klubie w swoim mieście w Spartaku Subotica. Jego żoną jest była siatkarka Katarina Raičević, z którą wziął ślub w czerwcu 2023 roku. Na początku listopada 2024 roku przyszła na świat ich córka Tea.

## Kariera klubowa
| Kariera juniorska | Kariera juniorska       | Kariera juniorska | Kariera juniorska | Kariera juniorska | Kariera juniorska | Kariera juniorska | Kariera juniorska | Kariera juniorska | Kariera juniorska | Kariera juniorska |
| Sezon             | Klub                    |                   |                   |                   |                   |                   |                   |                   |                   |                   |
| ----------------- | ----------------------- | ----------------- | ----------------- | ----------------- | ----------------- | ----------------- | ----------------- | ----------------- | ----------------- | ----------------- |
| 2012/2013         | OK Spartak Subotica     |                   |                   |                   |                   |                   |                   |                   |                   |                   |
| 2013/2014         | OK Spartak Subotica     |                   |                   |                   |                   |                   |                   |                   |                   |                   |
| 2014/2015         | OK Spartak Subotica     |                   |                   |                   |                   |                   |                   |                   |                   |                   |
| Kariera seniorska |                         |                   |                   |                   |                   |                   |                   |                   |                   |                   |
| Sezon             | Klub                    |                   |                   |                   |                   |                   |                   |                   |                   |                   |
| 2015/2016         | OK Vojvodina Nowy Sad   |                   |                   |                   |                   |                   |                   |                   |                   |                   |
| 2016/2017         | OK Vojvodina Nowy Sad   |                   |                   |                   |                   |                   |                   |                   |                   |                   |
| 2017/2018         | OK Vojvodina Nowy Sad   |                   |                   |                   |                   |                   |                   |                   |                   |                   |
| 2018/2019         | OK Vojvodina Nowy Sad   |                   |                   |                   |                   |                   |                   |                   |                   |                   |
| 2019/2020         | Tourcoing LM            |                   |                   |                   |                   |                   |                   |                   |                   |                   |
| 2020/2021         | Paris Volley            |                   |                   |                   |                   |                   |                   |                   |                   |                   |
| 2021/2022         | Paris Volley            |                   |                   |                   |                   |                   |                   |                   |                   |                   |
| 2022/2023         | Ślepsk Malow Suwałki    |                   |                   |                   |                   |                   |                   |                   |                   |                   |
| 2023/2024         | Galatasaray Stambuł     |                   |                   |                   |                   |                   |                   |                   |                   |                   |
| 2024/2025         | PGE GiEK Skra Bełchatów |                   |                   |                   |                   |                   |                   |                   |                   |                   |
| 2025/2026         | JSW Jastrzębski Węgiel  |                   |                   |                   |                   |                   |                   |                   |                   |                   |

## Sukcesy klubowe
Superpuchar Serbii:
- 2015[6]

Mistrzostwo Serbii:
- 2017, 2018[7], 2019
- 2016